# Christian Scott
Christian Scott (* 31. březen 1983, New Orleans, Louisiana) je americký jazzový trumpetista a skladatel z New Orleans. Svou první trumpetu dostal ve dvanácti letech jako dárek k narozeninám. Vystudoval Berklee School of Music v Bostonu a jako jeden ze čtyř nejlepších studentů ročníku 2004 byl vybrán do prestižního The Berklee Monterey Quartet, se kterým vystoupil na Monterey Jazz Festival. V roce 2002 debutoval na desce svého strýce, saxofonisty Donalda Harrisona.

## Členové ansámblu Christiana Scotta

### Současní
- Christian Scott – trumpeta
- Matt Stevens – kytara
- Jamire Williams - bicí
- Milton Fletcher - klavír, Fender Rhodes
- Kristopher Funn - kontrabas

### Předchozí
- Thomas Pridgen – bicí
- Zaccai Curtis – klávesy
- Donald Harrison, Jr.
- Louis Fouché – altsaxofon
- David Bryant – piano
- Luques Curtis – baskytara
- Marcus Gilmore – bicí
- Walter Smith III – tenorsaxofon

## Diskografie
- 2006 - Rewind That – Concord
- 2006 - A new Generation Goes back to Cool – Concord Jazz
- 2007 - Anthem – Concord
- 2008 - Live in Newport - Concord
- 2010 - Yesterday You Said Tomorrow - Concord
- 2012 - Christian Atunde Adjuah  (Concord Records)
- 2015 - Stretch Music (Introducing Elena Pinderhughes) (Ropeadope Records)
- 2017 - Ruler Rebel (Ropeadope)
- 2017 - Diaspora (Ropeadope)
- 2017 - The Emancipation Procrastination (Ropeadope)
- 2019 - Ancestral Recall (Ropeadope)